# Gilunng
Gilunng – gaun wikas samiti w zachodniej części Nepalu w strefie Gandaki w dystrykcie Lamjung. Według nepalskiego spisu powszechnego z 2001 roku liczył on 407 gospodarstw domowych i 1900 mieszkańców (1062 kobiet i 838 mężczyzn).